# Luskavci
Luskavci (znanstveno ime Pholidota) so red sesalcev. Edina neizumrla družina, Manidae, ima tri rodove - Manis, ki vsebuje štiri vrste živeče v Aziji, Phataginus, ki vsebuje dve vrsti živeči v Afriki; in Smutsia, ki vsebuje dve vrsti živeči v Afriki. Naštete vrste luskavcev merijo od 30 do 100 cm.
Koža luskavcev je pokrita z velikimi zaščitnimi luskami iz keratina. So edini sesalci s to lastnostjo. Živijo v votlih deblih ali podzemnih tunelih in so nočne živali. Večinoma so samotarski in se družijo le med parjenjem. Skotijo enega do tri mladiče, za katere skrbijo okoli dve leti. Prehranjujejo se v glavnem z mravljami in termiti, ki jih lovijo z dolgim in tankim jezikom. Koren jezika ni pritrjen na hioídno kost, temveč seže v oprsje med prsnico in sapnikom. Večje živali lahko iztegnejo jezik do 40 cm iz ust, pri čemer je premer jezika le 0,5 cm. Luskavci lahko izločajo smrdečo snov iz žlez blizu zadnjične odprtine, podobno izločkom dihurja. Imajo kratke noge z ostrimi kremplji, ki jih uporabljajo za razkopavanje mravljišč in termitnjakov ter za plezanje po drevju.
Kadar so ogroženi, se luskavci zvijejo v kroglo, tako da so navzven izpostavljene le njihove ostre prekrivajoče se luske, ki delujejo kot oklep in jih varujejo pred plenilci. Obraz pri tem spodvijejo pod luskast rep.
Luskavce ogrožata lov zaradi njihovega mesa in lusk (so najbolj množično tihotapljeni sesalci) ter uničevanje njihovega naravnega habitatata zaradi krčenja gozdov. Od osmih vrst so štiri na seznamu ranljivih vrst, dve na seznamu ogroženih in dve na seznamu kritično ogroženih vrst.
Edina družina še živečih luskavcev, Manidae, obsega tri rodoveː Manis, ki vsebuje štiri vrste živeče v Aziji (Manis crassicaudata oz. indijski luskavec, Manis pentadactyla oz. kitajski luskavec, Manis javanica oz. javanski luskavec in Manis culionensis oz. filipinski luskavec); Phataginus, ki vsebuje dve vrsti živeči v Afriki (Phataginus tricuspis oz. drevesni luskavec in Phataginus tetradactyla oz. dolgorepi luskavec); in Smutsia, ki vsebuje dve vrsti živeči v Afriki (Smutsia gigantea oz. veliki luskavec in Smutsia temminckii).

## Galerija
- Veliki luskavec (Manis gigantea)
- Manis temminckii
- Drevesni luskavec (Phataginus tricuspis)
- Dolgorepi luskavec (Manis tetradactyla)
- Manis javanica
- Kitajski luskavec (Manis pentadactyla) z oprijemalnim repom
- Indijski luskavec pri hoji